# Karel Kužel
Karel Kužel (28. srpna 1899 Vídeň – 23. prosince 1952) byl český fotbalista, útočník, československý reprezentant.

## Sportovní kariéra
Hrál za SK Slavia Praha, kam přišel z Vídně.
Za československou reprezentaci odehrál 1. července 1923 přátelský zápas s Rumunskem, který skončil výhrou 6-0. Gól v něm nedal.